# 51.º Regimiento Aéreo
El 51.º Regimiento Aéreo (51. Flieger-Regiment) fue una unidad de la Luftwaffe de la Alemania nazi.

## Historia
Fue formado el 16 de agosto de 1942, a partir del 51.º Regimiento de Instrucción Aérea. En junio de 1944 es renombrado como 51.º Regimiento de Campaña del Distrito Aéreo Bélgica-Norte de Francia (Motorizado) con 2 batallones.

## Orden de batalla
- 1942-1944: Plana Mayor, I. - III.